# Archive
Archive – angielski zespół muzyczny założony w 1994 w Londynie przez Dariusa Keelera i Danny’ego Griffithsa. Muzyka Archive łączy ze sobą wiele gatunków takich jak trip-hop, muzyka elektroniczna, post-rock, czy rock progresywny.

## Historia
Zespół Archive został założony przez Dariusa Keelera i Danny’ego Griffithsa w 1994 roku, po rozpadzie brytyjskiego breakbeatowego zespołu Genaside II. Wspólnie z piosenkarką Royą Arab oraz raperem Rosko John zespół nagrał swój pierwszy album Londinium w 1996 roku (dzięki wytwórni Island Record). Album ten był mieszanką mrocznego trip-hopu (zbliżonego klimatem do dokonań Massive Attack) oraz muzyki elektronicznej. W to wszystko wpleciono partie smyczkowe, przynoszące na myśl klasyczną, barokową muzykę. Album zebrał umiarkowane oceny krytyków, a zespół rozpadł się jeszcze w tym samym roku.
W 1997 roku Keeler i Griffiths reaktywowali zespół wraz z nową wokalistką, Suzanne Wooder. Zaowocowało to wydanym w 1999 roku drugim albumem studyjnym, zatytułowanym Take My Head. Album ten był mieszanką popu i symfonicznego trip-hopu. Był też dużo bardziej melodyjny od swego poprzednika. W związku z wieloma problemami, z jakimi borykali się muzycy podczas nagrywania tego albumu (różnice w gustach muzycznych, niełatwa współpraca z producentami), określili ten album jako najmniej lubiany spośród swego dorobku.
W latach 2000–2001, Darius i Dan rozpoczęli nagrywanie wersji demo nowych utworów z zamiarem powrotu do studia. Po określeniu nowego stylu muzycznego, jakim mieli zamiar się kierować, zamieścili w magazynie Mojo ogłoszenie, iż poszukują nowego wokalisty. Craig Walker odpowiedział na ogłoszenie i niebawem rozpoczął współpracę z zespołem. W latach 2002–2005 zespół wydał trzy albumy studyjne z Walkerem. Stały się one powodem znacznego wzrostu popularności Archive oraz zyskały przychylne oceny krytyków. Szczególnym uznaniem cieszyły się we Francji i Polsce, gdzie zespół miał już wcześniej szerokie grono fanów. You All Look the Same to Me (2002), Noise (2004), oraz ścieżka dźwiękowa do francuskiego filmu Michel Vaillant (2003) stały się punktem zwrotnym w karierze zespołu, który powoli zaczął odwracać się od swoich elektronicznych i trip-hopowych korzeni na rzecz muzyki eksperymentalnej, psychodelicznej i progresywnej.
Archive rozpoczęło swą trasę koncertową po Europie, promującą album Noise, w listopadzie 2004 roku, jednakże bez Walkera, który, z powodów osobistych, odszedł z zespołu. Jego miejsce zajął wokalista Dave Pen (członek zespołu BirdPen). Jeszcze podczas tej samej trasy, podczas koncertu w Wiedniu, Keeler i Griffiths spotkali Pollarda Berriera (członka zespołu Bauchklang). Berrier przekazał zespołowi płytę demo z własnymi nagraniami, które to zyskały uznanie i po niedługim czasie Archive wzbogaciło się o nowego wokalistę.
Zespół wszedł w nową fazę. W maju 2006 roku światło dzienne ujrzał nowy album zatytułowany Lights, który był dziełem współpracy wszystkich członków. Dan, Darius i Pollard współtworzyli siedem utworów, Dave Pen trzy. Do zespołu dołączyła nowa wokalistka, Maria Q, która zaśpiewała trzy piosenki oraz brała udział w nagraniu partii chóralnych. Od tego momentu Archive przestało być zespołem jednego wokalisty, a stało się kolektywem wielu artystów, którzy w równym stopniu przyczyniali się do jego rozwoju. Lights został bardzo dobrze przyjęty przez krytyków i fanów w szczególności we Francji, Szwajcarii, Grecji i Polsce. Bilety na większość koncertów podczas trasy promującej album zostały wyprzedane. Równie dużym zainteresowaniem zespół cieszył się podczas licznych festiwali muzycznych w całej Europie.
W styczniu 2007 roku Archive wystąpiło przed paryską publicznością w hali koncertowej Le Zénith de Paris. Zapis z tego koncertu znalazł się na albumie Live at the Zenith oraz na płycie DVD o tym samym tytule.
W maju 2009 roku zespół Archive powrócił, wydając swój kolejny, najgoręcej przyjęty album Controlling Crowds – Parts I-III. Album dotarł do pierwszego miejsca na liście przebojów we Francji i Grecji, do drugiego miejsca w Szwajcarii i piątego w Luxemburgu. Singiel Bullets był najlepiej przyjętym singlem w historii zespołu i znalazł się na listach przebojów między innymi w Grecji, Polsce, Szwajcarii, Francji i w Niemczech. Został on także wykorzystany w teaserze polskiej gry komputerowej „Cyberpunk 2077”. Największym zaskoczeniem był powrót rapera Rosko John.
We wrześniu 2009 roku zespół wydał czwartą część albumu Controlling Crowds, z którego pochodził singiel The Empty Bottle.
W 2009 roku zespół wyruszył w trasę koncertową, promującą Controlling Crowds, podczas której większość koncertów została wyprzedana. 25 września 2010 roku zespół wystąpił w Atenach, a zapis tego koncertu znalazł się na DVD Live In Athens, wydanym w kwietniu 2011 roku.
W 2010 roku Darius Keeler i Danny Griffiths zajęli się produkcją trzech piosenek dla francuskiej piosenkarki Mylène Farmer. Piosenkami tymi były Leila, Light me up oraz Diabolique mon ange, które weszły w skład ósmego studyjnego albumu artystki, zatytułowanego Bleu Noir, wydanego 6 grudnia 2010 roku.
W maju 2012 roku zespół potwierdził na swojej stronie internetowej, że album, zatytułowany With Us Until You’re Dead zostanie wydany 27 sierpnia przez ich własną wytwórnię – Dangervisit Records. Towarzyszyło to rozpoczęciu europejskiej trasy koncertowej, która była zaplanowana na październik. Utrwalając orkiestrowe, elektroniczne, pełne uczucia, progresywne i emocjonalne elementy, Keeler opisał nowy materiał jako bardziej osobisty – bazujący na zasadzie miłosnych piosenek. Fani usłyszeli nowy utwór – Violently. Został wydany jako część EP-ki „Wiped Out / Violently” w dniu 2 lipca. Był on jednocześnie przedstawieniem nowej wokalistki – Holly Martin.
W listopadzie 2013 roku Archive przekazało aktualne informacje o ich obecnym, najbardziej ambitnym projekcie – 40-minutowym, krótkometrażowym filmie zatytułowanym Axiom oraz towarzyszącym mu albumie, który zostanie wydany na płytach CD, DVD oraz winylowych. Będzie także możliwość pobrania go, czy obejrzenia w kinach w maju 2014 roku (data wydania w Europie – 26 maja 2014).
20 października 2014 roku zespół ogłosił premierę nowego albumu zatytułowanego Restriction, który został wydany 12 stycznia 2015 roku. Single Feel It, Kid Corner oraz Black & Blue są dostępne do odsłuchania na kanale VEVO zespołu. Do współpracy nad albumem Archive zaprosiło dawnego współpracownika, Jerome’a Devoise. „Stworzyliśmy album, który składa się z dwunastu indywidualnych kompozycji. Wszystkie razem tworzą jedną całość, jednocześnie muzycznie są bardzo zróżnicowane i wyjątkowe” – powiedział Darius Keeler.

## Członkowie zespołu

### Obecny skład zespołu
- Darius Keeler (1994–1996,1997–) – syntezator, pianino, programowanie, aranżowanie
- Danny Griffiths (1994–1996,1997–) – syntezator, samplowanie, programowanie, aranżowanie, gitara basowa
- Pollard Berrier (2004–) – wokal, gitara, programowanie, aranżowanie
- Dave Pen (2004–) – wokal, gitara
- Maria Q (2006–) – wokal, chórki
- Holly Martin – wokal
- Steve Harris – gitara, chórki
- Jonathan Noyce – gitara basowa
- Steve („The Menace”) Davis – basista
- Steve „Smiley” Barnard – perkusja
- Mickey Hurcombe – gitara
- Tom Brazelle – harmonijka

### Byli członkowie
- Craig Walker – wokal, gitara
- Matheu Martin – perkusja
- Suzanne Wooder – wokal
- Roya Arab – wokal
- Lee Pomeroy – basista
- Dale Davis – basista
- Rosko John – wokal, rap

## Dyskografia

### Albumy studyjne
| Londinium                    | - Data: 23 września 1996 - Wydawca: Island Records          | –  | –  | –  | –   | –  | –  | –  |                    |
| Take My Head                 | - Data: 1999 - Wydawca: Independiente                       | 22 | –  | –  | –   | –  | –  | –  |                    |
| You All Look the Same to Me  | - Data: 16 września 2002 - Wydawca: Hangman Records         | 21 | –  | –  | –   | 12 | –  | –  |                    |
| Noise                        | - Data: 26 kwietnia 2004 - Wydawca: East West Records       | 19 | 82 | –  | –   | 33 | –  | –  |                    |
| Lights                       | - Data: 22 maja 2006 - Wydawca: East West Records           | 15 | 20 | –  | –   | 11 | –  | –  |                    |
| Controlling Crowds           | - Data: 30 marca 2009 - Wydawca: Warner Music France        | 7  | 7  | 61 | –   | 10 | 16 | –  | - POL: złota płyta |
| Controlling Crowds – Part IV | - Data: 19 października 2009 - Wydawca: Warner Music France | 17 | 21 | –  | –   | 26 | –  | –  |                    |
| With Us Until You’re Dead    | - Data: 27 sierpnia 2012 - Wydawca: Dangervisit Records     | 7  | 4  | 35 | 67  | 4  | 4  | –  |                    |
| Axiom                        | - Data: 26 maja 2014 - Wydawca: Dangervisit Records         | 25 | 9  | 57 | 169 | 22 | 37 | –  |                    |
| Restriction                  | - Data: 12 stycznia 2015 - Wydawca: Dangervisit Records     | 10 | 3  | 37 | 91  | 19 | 2  | 66 |                    |
| The False Foundation         | - Data: 7 października 2016 - Wydawca: Play It Again Sam    | –  | 15 | 71 | 138 | 13 | 24 | –  |                    |
| Call to Arms and Angels      | - Data: 29 kwietnia 2022 - Wydawca: Play It Again Sam       | –  | 6  | 6  | 154 | 3  | 15 | –  |                    |
| „–” album nie był notowany.  |                                                             |    |    |    |     |    |    |    |                    |

### Albumy koncertowe
| Live at Paris/France Inter  | - Data: 2002 - Wydawca:                                 | –  | –  | –  |
| Unplugged                   | - Data: 1 listopada 2004 - Wydawca: Warner Music France | –  | –  | –  |
| Live at the Zenith          | - Data: 4 czerwca 2007 - Wydawca: Warner Music France   | 57 | 75 | 38 |
| Live in Athens              | - Data: 7 kwietnia 2011 - Wydawca: The Organisation     | –  | –  | –  |
| „–” album nie był notowany. |                                                         |    |    |    |

### Single
| „Londinium”                  | 1996 | –   | –  | Londinium                    |
| „So Few Words”               | 1996 | –   | –  | Londinium                    |
| „You Make Me Feel”           | 1999 | –   | –  | Take My Head                 |
| „The Way You Love Me”        | 1999 | –   | –  | Take My Head                 |
| „Take My Head”               | 1999 | –   | –  | Take My Head                 |
| „Cloud in the Sky”           | 2000 | –   | –  | Take My Head                 |
| "Again”                      | 2002 | –   | 1  | You All Look the Same to Me  |
| „Numb”                       | 2002 | –   | –  | You All Look the Same to Me  |
| „Goodbye”                    | 2002 | –   | –  | You All Look the Same to Me  |
| „Men Like You/Meon”          | 2003 | –   | –  | You All Look the Same to Me  |
| „Friend”                     | 2003 | –   | 10 | Michel Vaillant              |
| „Get Out”                    | 2004 | –   | 13 | Noise                        |
| „Fuck U”                     | 2004 | –   | –  | Noise                        |
| „Sleep”                      | 2004 | –   | 21 | Noise                        |
| „System”                     | 2006 | –   | 12 | Lights                       |
| „Fold”                       | 2006 | –   | 5  | Lights                       |
| „Sane”                       | 2006 | –   | –  | Lights                       |
| „Bullets”                    | 2009 | –   | 1  | Controlling Crowds           |
| „Kings of Speed”             | 2009 | –   | 6  | Controlling Crowds           |
| „The Empty Bottle”           | 2009 | –   | –  | Controlling Crowds – Part IV |
| „Lines”                      | 2009 | –   | 17 | Controlling Crowds – Part IV |
| „Violently”                  | 2012 | –   | –  | With Us Until You’re Dead    |
| „Wiped Out”                  | 2012 | –   | –  | With Us Until You’re Dead    |
| „Hatchet”                    | 2012 | –   | 17 | With Us Until You’re Dead    |
| „Stick Me In My Heart”       | 2013 | 179 | –  | With Us Until You’re Dead    |
| „Distorted Angels”           | 2014 | –   | 17 | Axiom                        |
| „Black & Blue”               | 2014 | –   | 4  | Restriction                  |
| „Feel It”                    | 2014 | –   | 29 | Restriction                  |
| „Kid Corner”                 | 2014 | –   | 39 | Restriction                  |
| „End Of Our Days”            | 2015 | –   | 13 | Restriction                  |
| „–” singel nie był notowany. |      |     |    |                              |

### Kompilacje
| Tytuł                                                | Dane dot. albumu                            |
| ---------------------------------------------------- | ------------------------------------------- |
| Controlling Crowds – The Complete Edition Parts I–IV | - Data: 2009 - Wydawca: Warner Music France |
| Demos and Tracks from the Archives                   | - Data: 2010 - Wydawca: wydanie własne      |
| Demos and Tracks from the Archives 2                 | - Data: 2012 - Wydawca: wydanie własne      |
| Versions                                             | - Data: 2020                                |

### EPki
| Tytuł                    | Dane dot. albumu                                       |
| ------------------------ | ------------------------------------------------------ |
| The Absurd EP            | - Data: 2002 - Wydawca: East West Records              |
| Pieces B Sides           | - Data: 16 października 2006 - Wydawca: wydanie własne |
| Wiped Out / Violently EP | - Data: 29 czerwca 2012 - Wydawca: Dangervisit Records |

### Inne
| Michel Vaillant (ścieżka dźwiękowa do Najlepsi z najlepszych) | - Data: 4 listopada 2003 - Wydawca: Warner Music France | 75 |
| „–” album nie był notowany.                                   |                                                         |    |